# Philautus hypomelas
Philautus hypomelas és una espècie extinta de granota que va viure a l'illa de Sri Lanka.